# 2008년 조선민주주의인민공화국 주민 북송 사건
2008년 2월 조선민주주의인민공화국 주민 북송 사건(二千八年 二月 北朝鮮 住民 北送 事件)은 2008년 2월 8일에 황해에서 표류하던 조선민주주의인민공화국 황해남도 거주 어부 가족 22명이 북한 귀환 의사를 밝히자, 북송하여 되돌려보낸 사건이다.

## 사건 진행
- 2월 7일
  - 07시 30분: 황해남도 강령군 등암리에서 출발
  - 14시 30분: 표류 시작
- 2월 8일
  - 05시 10분: 남한 해군에게 발견
  - 3~4시간 동안 인천으로 이동
  - 국가정보원(국정원)에서 8시간 동안 조사
  - 18시 30분: 판문점을 통해 북송
  - 황해남도 보위부가 곧바로 22명 전원 비공개 처형설[1]